# 존 앨런 넬슨
존 앨런 넬슨(John Allen Nelson, 1959년 8월 28일 ~ )은 미국의 배우, 각본가, 텔레비전 배우, 영화배우, 영화 프로듀서이다.
샌안토니오에서 태어났다.

## 방송
- 사라 실종 사건

## 영화
- 파이어 베이 (2010년)
- 피스트 3 (2009년)
- 배니쉬드 (2006년)
- 베이워치 (2003년)
- 리벤지 2 (1998년)
- 프렌즈 (1994년)
- 리버티 (1993년)
- 아메리칸 신디케이트 (1993년)
- 베스트 오브 더 베스트 2 (1993년)
- 세 여자의 결혼 이야기 (1990년)
- SOS 해상 구조대 (1989년)
- 외계인 삐에로 (1988년) - 데이브 핸슨 역
- 사이공 코만도 (1988년)
- 데스스토커 3 (1988년)